# Nadi (marma)

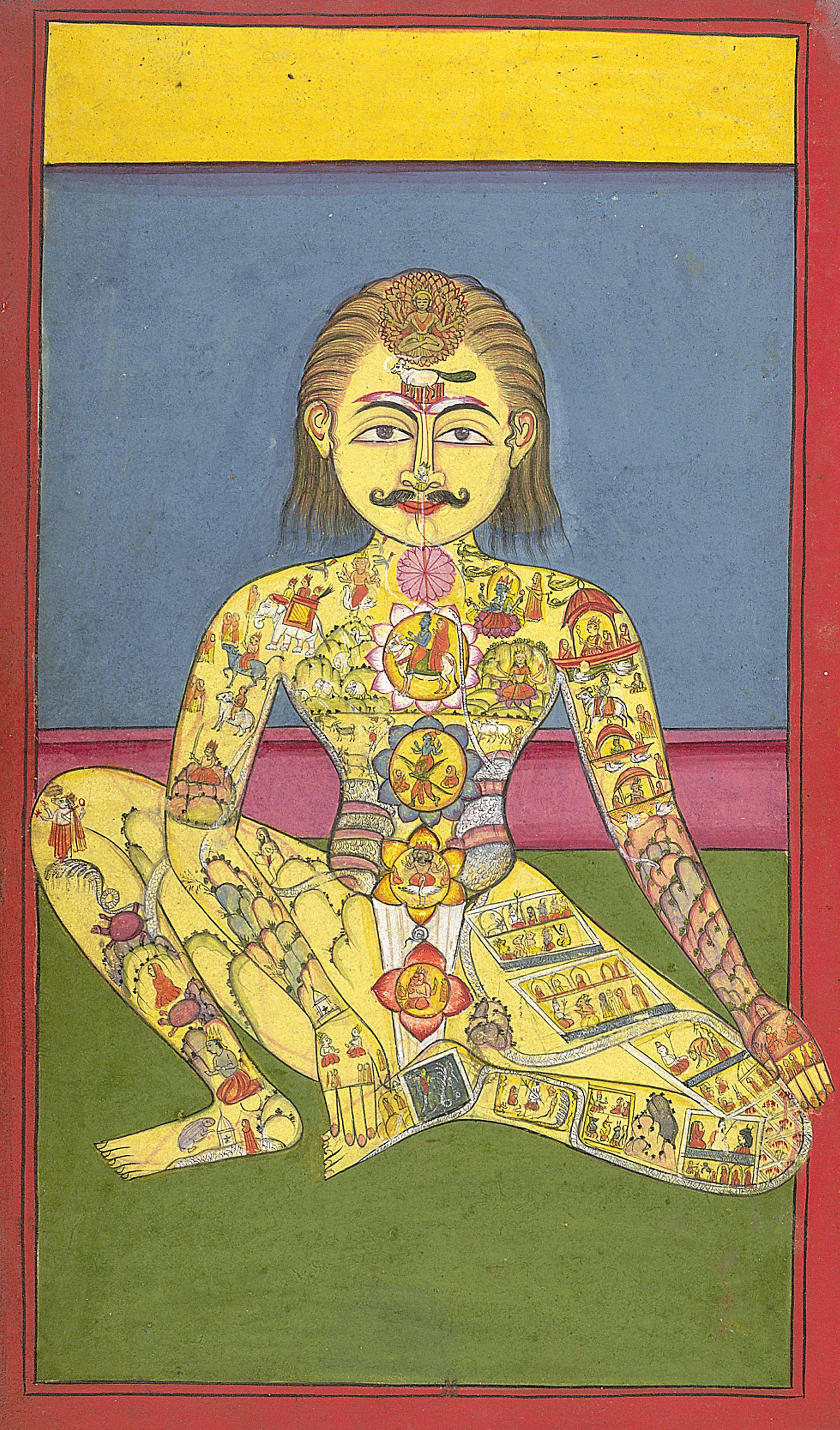
oude Tibetaanse kaart met de 7 Chakra's en de belangrijkste marmapunten

Nadi (Nadi-punt) is een marmapunt gelegen op het hoofd. Marmapunten worden in Oosterse filosofieën gebruikt bij massage, yoga, reflexologie en reiki. Men gelooft dat een marmapunt op een nadi ligt en zo een uitwerking kan hebben op een bepaald lichaamsdeel, proces of emotie
Nadi is gelegen in het midden van het platte botgedeelte op het achterhoofd. Dit punt heeft invloed op houding in het algemeen (persoonlijkheid alsook lichaamshouding).

## Overige marmapunten
Naar schatting zijn er 62.000 marmapunten in het lichaam. De belangrijkste 52 zijn: